# Opanara altiapica
Opanara altiapica é uma espécie de gastrópode da família Charopidae.
É endémica da Polinésia Francesa.